# Franz Rademacher (Diplomat)
Franz Rademacher (* 20. Februar 1906 in Neustrelitz; † 17. März 1973 in Bonn) war ein deutscher NS-Diplomat. Er war als Leiter des „Judenreferates“ des Auswärtigen Amtes mitverantwortlich für die Planung und Realisierung des Holocausts. Nach seiner Flucht nach Syrien arbeitete er dort für den Bundesnachrichtendienst und den syrischen Geheimdienst.

## Leben

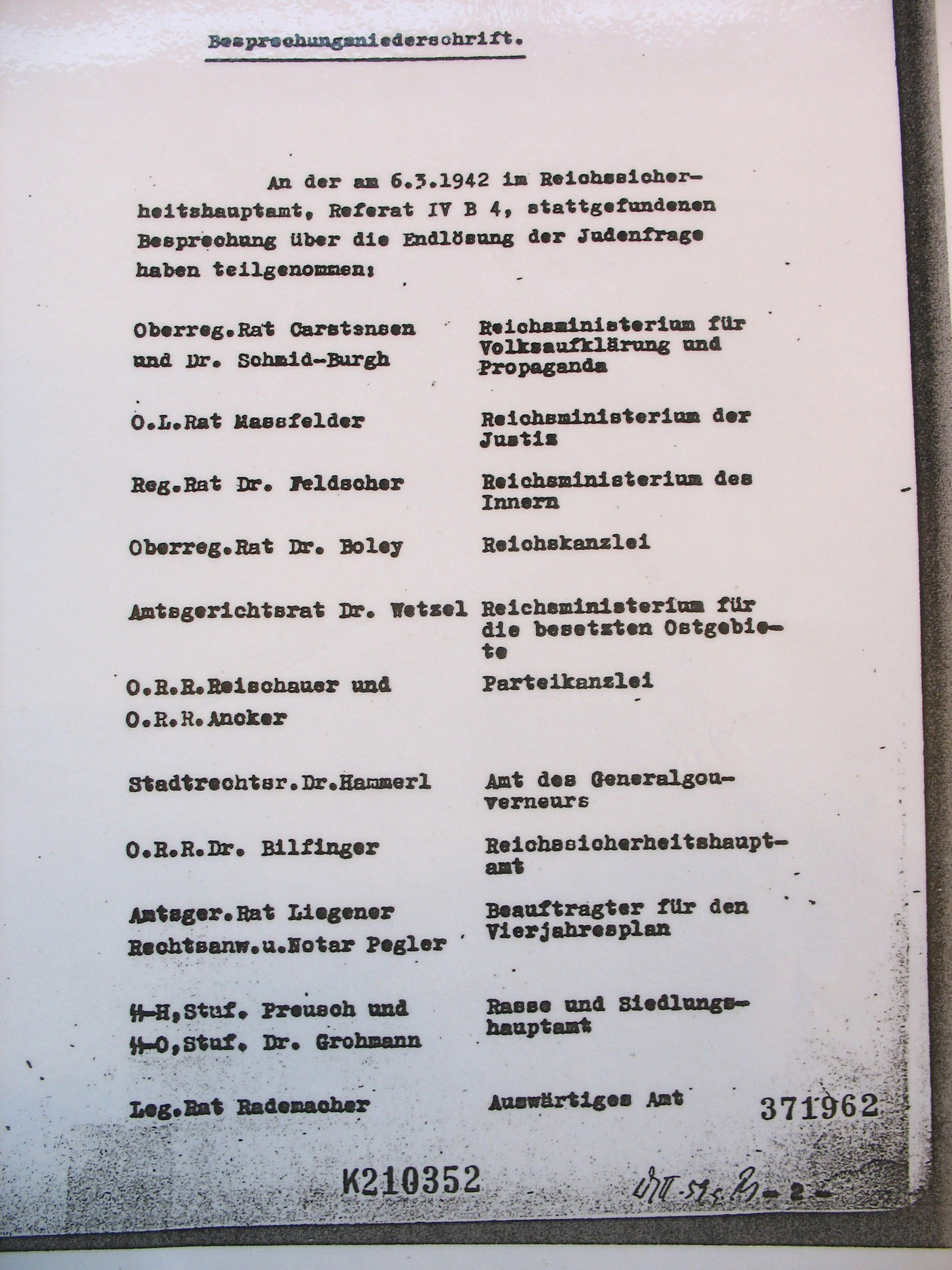
Rademacher als Teilnehmer der Besprechung zur Endlösung der Judenfrage am 6. März 1942 im Reichssicherheitshauptamt

Der Sohn eines Lokomotivführers studierte Rechtswissenschaften in Rostock und München und arbeitete ab 1932 als Gerichtsassessor. Zwischen 1932 und 1934 war er Mitglied in der SA und zum 1. März 1933 trat er der NSDAP bei (Mitgliedsnummer 1.506.009).
Im Dezember 1937 trat er in den diplomatischen Dienst ein und wurde zwischen 1938 und 1940 Geschäftsträger der deutschen Botschaft in Uruguay. Im März 1940 wechselte er ins Auswärtige Amt, wo er im Range eines Legationsrates die Leitung des „Judenreferats“ übernahm. Referent in seinem Referat war Eberhard von Thadden. In seiner neuen Dienststelle war Rademacher maßgeblich am Entwurf des Madagaskarplanes beteiligt, der die Deportation aller im Deutschen Reich lebenden Juden vorsah. Deshalb stand er in ständigem Kontakt mit dem Eichmannreferat im Reichssicherheitshauptamt (RSHA).
Zu seinen Kriegsverbrechen zählen die im Oktober 1941 angeordneten Massendeportationen und Exekutionen serbischer Juden in Belgrad. Als Rademacher nach Belgrad fuhr, um mit den Vertretern anderer Behörden und dem Reichssicherheitshauptamt diese Maßnahmen gegen die Juden zu koordinieren, gab er bei seiner Abrechnung der Reisekosten als Grund für die Dienstreise an: „Liquidation von Juden in Belgrad.“ Zudem war er mitverantwortlich für die Deportation belgischer, holländischer und französischer Juden.
In einer von Rademacher verfassten und von dem Unterstaatssekretär Martin Luther unterzeichneten Vortragsnotiz vom 4. Dezember 1941 für Ernst von Weizsäcker heißt es:

„Die Gelegenheit dieses Krieges muss benutzt werden, in Europa die Judenfrage endgültig zu bereinigen. Die zweckmäßigste Lösung hierfür wäre, alle europäischen Staaten dazu zu bringen, die deutschen Judengesetze bei sich einzuführen und zuzustimmen, dass die Juden unabhängig von ihrer Staatsangehörigkeit den Maßnahmen des Aufenthaltslandes unterworfen werden, während das Vermögen der Juden für die Endlösung zur Verfügung gestellt werden sollte.“

Am 6. März 1942 nahm er an einer auf die Wannseekonferenz folgenden Besprechung zur „Endlösung der Judenfrage“ teil. In zwei an die Unterstaatssekretäre Martin Luther, Friedrich Gaus und Ernst Woermann und den Staatssekretär Ernst von Weizsäcker gerichteten Schreiben vom 7. März und vom 11. Juni 1942 informierte er diese darauf über „künftige Maßnahmen gegen Mischlinge I. und II. Grades“ und die „Frage der Sterilisierung der 70.000 Mischlinge“. Am 20. März desselben Jahres schrieb er einen Eilbrief an Adolf Eichmann, in dem er die Zustimmung des Auswärtigen Amtes erteilte: „Seitens des Auswärtigen Amtes bestehen keine Bedenken gegen die geplante Abschiebung von 6000 Juden französischer Staatsangehörigkeit bzw. staatenloser Juden nach dem Konzentrationslager Auschwitz (Oberschlesien).“
Rademacher, der zuletzt den Rang eines SS-Obersturmführers hatte, war führend mit an dem unter der Leitung von Unterstaatssekretär Martin Luther Anfang 1943 vorbereiteten Sturz des Reichsaußenministers Joachim von Ribbentrop beteiligt. Anfang Februar 1943 wurde er deshalb kurzzeitig inhaftiert und durch den Chef der Gestapo Heinrich Müller persönlich vernommen. Auf Grund der Beweislage seiner Schuld wurde er im April 1943 zum Rücktritt gezwungen. Von der ursprünglich geforderten Erschießung wegen Hochverrats wurde Abstand genommen, aber sofort aller Ämter entbunden wurde Rademacher zum Fronteinsatz befohlen. Daraufhin diente er bis zum Kriegsende als Marineoffizier.

### Nach Kriegsende
1945 – bei Kriegsende – konnte Rademacher zunächst mit Erfolg untertauchen, wurde dann aber im September 1947 von den Amerikanern verhaftet. Ursprünglich sollte gegen ihn Anklage im Wilhelmstraßen-Prozess erhoben werden, doch nach einer Erweiterung der Anklage auf Mitglieder anderer Dienststellen mit Sitz in der Wilhelmstraße wurde Rademacher von der Liste gestrichen. Er wurde kurze Zeit darauf irrtümlich freigelassen. Am 17. März 1952 wurde Rademacher wegen Beihilfe zum Totschlag an 1300 Juden vom Landgericht Nürnberg-Fürth zu 3 Jahren und 5 Monaten Haft verurteilt, aus der er im Juli – unter Anrechnung seiner 29 Monate Untersuchungshaft – vorzeitig entlassen wurde.
Im August 1952 gelang es einer neonazistischen Organisation, Rademacher mit einem spanischen Pass auf den Namen „Tomé Roselle“ nach Syrien zu schmuggeln.
Dort wurde er 1962 von dem BND-Mitarbeiter Hans Rechenberg für den deutschen Auslandsnachrichtendienst angeworben. Rademacher arbeitete auch dem syrischen Geheimdienst zu, in der Hoffnung, sich auf diese Weise Asyl zu verschaffen. Eine israelische Quelle berichtet, dass Rademacher in dieser Zeit auch den israelischen Agenten Eli Cohen in Damaskus traf und den syrischen Geheimdienst darüber informierte. 1963 wurde er wegen des Vorwurfs der Spionage verhaftet, doch wegen Krankheit bereits im Oktober 1965 begnadigt und freigelassen. Nachdem Rademacher im September 1966 nach Deutschland zurückgekehrt war, wurde er am 2. Mai 1968 vom Landgericht Bamberg zu einer Freiheitsstrafe von fünf Jahren verurteilt, die allerdings bereits als verbüßt galt. Im Januar 1971 ordnete der Bundesgerichtshof einen erneuten Prozess an, der jedoch nicht mehr eröffnet werden konnte, da Rademacher zwischenzeitlich im März 1973 gestorben war.